# 프리슬란트

프리슬란트

프리슬란트(서프리슬란트어: Fryslân, 네덜란드어: Friesland, 독일어: Friesland, 덴마크어: Frisland) 또는 프리지아(영어: Frisia)는 네덜란드, 독일의 북해 연안에 있는 역사문화적 지역이다. 프리슬란트 제도(동, 서, 북)를 포함한다. 프리슬란트는 영어와 스코트어와 함께 앵글로프리지아어를 구성하는 프리슬란트어를 하는 게르만계 민족인 프리슬란트인들의 전통적인 터전이기도 하다.

## 지역 구분
프리슬란트는 일반적으로 아래 세 지역으로 구분된다.
- 서프리슬란트는 대락적으로 네덜란드의 아래 지역에 해당한다.
  - 프리슬란트주
  - 흐로닝언주
  - 노르트홀란트주의 북부
- 동프리슬란트는 독일의 니더작센주에 속하며, 대력적으로 아래 지역에 해당한다.
  - 좁은 의미로 동프리슬란트는 아래 지역에 해당한다.
    - 아우리히군(Aurich)
    - 엠덴(Emden)
    - 레어군(Leer)
    - 비트문트군(Wittmund)

  - 넓은 의미로 동프리슬란트는 아래 지역도 포함한다.(동프리슬란트반도 지역)
    - 프리슬란트군(Friesland)
    - 빌헬름스하펜(Wilhelmshaven)
    - 자테를란트군(Saterland)
    - 부탸딩겐반도
    - 부르슈터노르트제퀴스테
- 북프리슬란트는 독일의 슐레스비히홀슈타인주에 속하며, 대략적으로 아래 지역에 해당한다.
  - 헬골란트섬
  - 노르트프리슬란트군

## 같이 보기
- 프리슬란트어
- 나라 없는 민족
- 바덴해